# Langendorf (Elbe)
Langendorf ist eine Gemeinde im Landkreis Lüchow-Dannenberg in Niedersachsen.

## Geografie

### Geografische Lage
Langendorf liegt teilweise im Naturpark Wendland.Elbe sowie größtenteils im Biosphärenreservat Niedersächsische Elbtalaue direkt an der Elbe (deutscher Fluss-Kilometer 501). Die Gemeinde gehört der Samtgemeinde Elbtalaue an, die ihren Verwaltungssitz in der Stadt Dannenberg (Elbe) hat.

### Gemeindegliederung
Die Gemeinde Langendorf besteht seit der Gemeindegebietsreform von 1972 aus sieben Orten bzw. Ortsteilen:
- Brandleben
- Grippel
- Kacherien (auch Cacherien) Ortsteil von Langendorf
- Kaltenhof (bis 1945 ein Bestandteil Mecklenburgs)
- Laase
- Langendorf
- Pretzetze

Vor 1972 gehörte Brandleben und Kacherien zur Gemeinde Langendorf, Grippel und Pretzetze zur Gemeinde Laase.
Im Ortsteil Langendorf, das mit dem Dorf Kacherien zu einer Ortslage zusammengewachsen ist, befindet sich der Sitz der Gemeinde. Die Ortsteile Laase, Grippel und Pretzetze bilden ebenfalls eine gemeinsame Ortslage.

## Eingemeindungen
Am 1. Juli 1972 wurden die Gemeinden Kaltenhof und Laase eingegliedert.

## Politik
Die Gemeinde Langendorf gehört zum Landtagswahlkreis 48 Elbe und zum Bundestagswahlkreis 38 Lüchow-Dannenberg – Lüneburg.

### Gemeinderat
Der Rat der Gemeinde Langendorf setzt sich aus neun Mitgliedern zusammen. Die Ratsmitglieder werden durch eine Kommunalwahl für jeweils fünf Jahre gewählt.

Bei der Kommunalwahl 2021 ergab sich folgende Sitzverteilung:
| Gemeinderat 2021Insgesamt 9 Sitze - SOLi: 2 - FWL: 7 |

Vorherige Sitzverteilungen:
| Wahljahr                                                                                       | FWL | GLW | Gesamt  |
| ---------------------------------------------------------------------------------------------- | --- | --- | ------- |
| 2011                                                                                           | 5   | 4   | 9 Sitze |
| __________________________ FWL: Freie Wählergemeinschaft Langendorf; GLW: Grüne Liste Wendland |     |     |         |

### Bürgermeister
Bürgermeisterin der Gemeinde ist seit 2021 Jasmin Deegen-Miest (gewählt im November 2021).

## Sehenswürdigkeiten

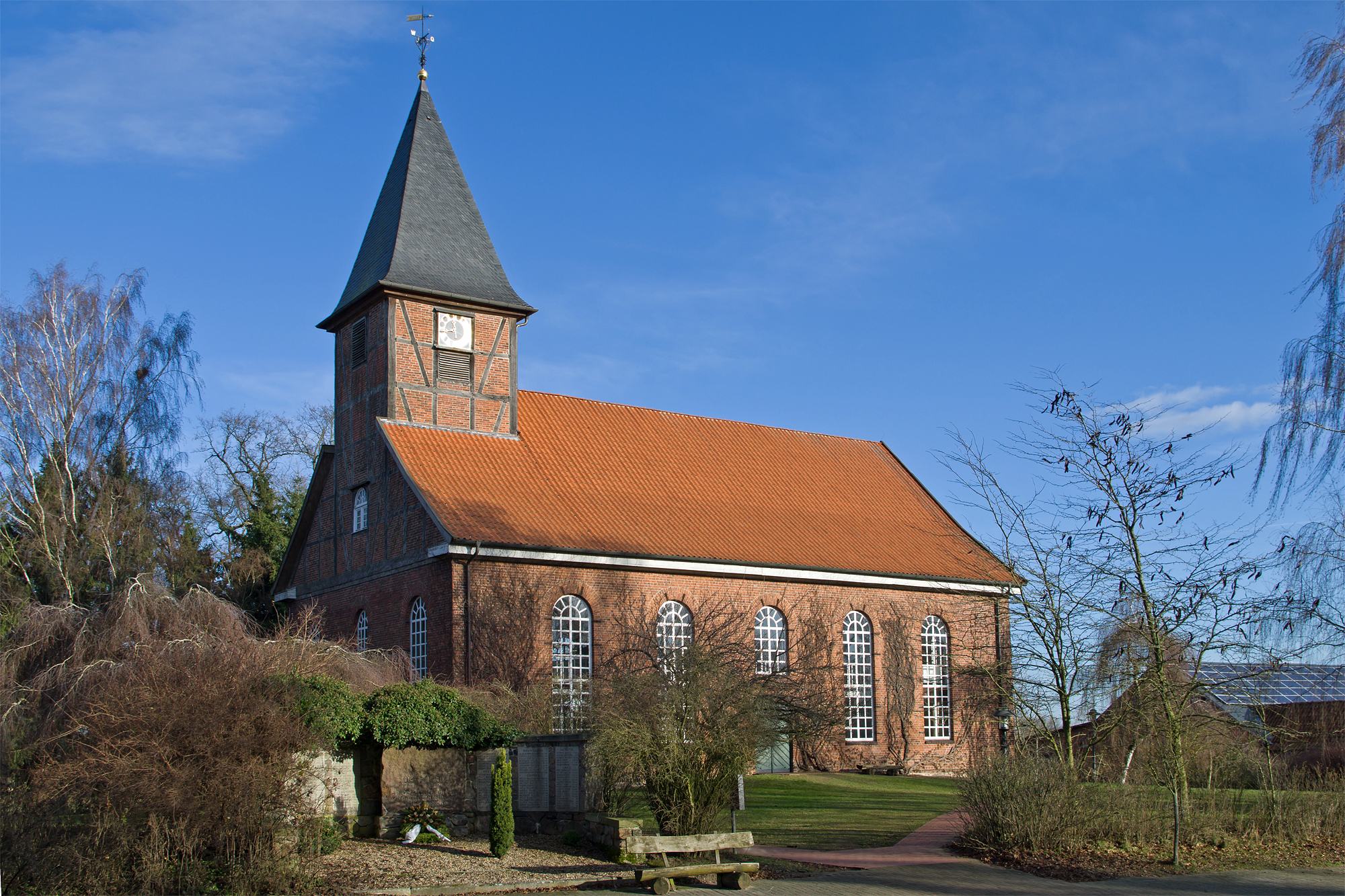
Kirche St. Christinen in Langendorf

In der Liste der Baudenkmale in Langendorf (Elbe) stehen alle Baudenkmale der Gemeinde Langendorf (Elbe). In der Liste der Bodendenkmale in Langendorf (Elbe) finden sich alle Bodendenkmale.
Die evangelische Kirche ist ein klassizistischer Saalbau aus Backstein und wurde in den Jahren 1831/1832 errichtet. Ein Dachreiter aus Fachwerk befindet sich über der Westwand. Im Inneren sind umlaufende Emporen und ein Kanzelaltar bemerkenswert.
Etwas nördlich des Ortes Brandleben finden sich bei Kaltenhof die Überreste der in den Jahren 1870–1873 erbauten und im Zweiten Weltkrieg zerstörten Dömitzer Eisenbahnbrücke.
Zwischen Langendorf und Grippel steht an der K 27, auf der in diesem Abschnitt auch der Elberadweg verläuft, ein aus Holz erbauter Aussichtsturm, der von seiner 11 m hoch liegenden Aussichtsplattform einen weiten Blick über die Elbauen ermöglicht. Am Turm befinden sich ein Rastplatz mit Tisch und Bänken sowie ein Grillplatz.
In Langendorf stand früher das Ohm’sche Haus, das aufgrund seiner baugeschichtlichen Bedeutung als Niedersächsisches Hallenhaus in Zwei-Ständer-Bauweise nach Dannenberg (Elbe) transloziert wurde.
Die angrenzende Landschaft der Elbtalaue ist durch zahlreiche Gewässer geprägt, die höher gelegene „Langendorfer Geestinsel“ hingegen durch trockene Sandböden und Kiefernwald.

## Sportstätten
In der Ortsmitte befindet sich der Sportplatz mit Anlagen für Leichtathletik und Fußball.

## Regelmäßige Veranstaltungen
Zur Osterzeit gibt es jedes Jahr am Ostersonntag in Langendorf ein großes Osterfeuer. Im Ortsteil Cacherien wird zur Osterzeit traditionell bereits einen Tag vorher ein Osterfeuer entzündet.
Zwei Wochen nach Pfingsten findet jährlich das Schützenfest statt. Dabei wird ein Ausmarsch durch das Dorf durchgeführt.

## Wirtschaft und Infrastruktur

### Verkehr
- Durch die Gemeinde Langendorf führt, meist auf oder am Elbdeich, der Radfernweg Hamburg–Schnackenburg.
- Die B 191 Uelzen–Ludwigslust führt nördlich an der Gemeinde vorbei.
- Die K 27 führt durch die Ortsteile Kacherien und Langendorf und stellt die Verbindung zum Ortsteil Grippel, wo sie auf die L 256 trifft, die von Groß Gusborn kommend im Süden der Gemeinde die Ortsteile Grippel, Pretzetze und Laase durchläuft. Die Ortsteile Brandleben und Kaltenhof werden im Norden durch die K 15 und K 16 angebunden.
- Der öffentliche Personennahverkehr (ÖPNV) wird in der Gemeinde Langendorf durch die Buslinie 1944 (Dannenberg–Schnackenburg) bedient.[9]

### Bildung
In der „Spielscheune“ findet eine Kinderbetreuung (für Kinder ab 3 Jahren) statt.

## Vereine
Langendorf verfügt über mehrere Vereine. Der VFL Langendorf ist der Sportverein und verfügt über die Abteilungen Fußball, Leichtathletik. Außerdem gibt es noch einen Angel-, Rot-Kreuz-, Schützenverein und das Langendorfer Mandolinenorchester.

## Persönlichkeiten
- Truck Branss (1926–2005), Rundfunk- und Fernsehregisseur, lebte und starb in Langendorf
- Nicolas Born (1937–1979), Schriftsteller